# Lisa Cipriani
Pour les articles homonymes, voir Cipriani.
 (août 2017).
Si vous disposez d'ouvrages ou d'articles de référence ou si vous connaissez des sites web de qualité traitant du thème abordé ici, merci de compléter l'article en donnant les références utiles à sa vérifiabilité et en les liant à la section « Notes et références ».
Lisa Cipriani est une actrice française née le 13 décembre 1995 en Isère.

## Biographie
Lisa Cipriani effectue sa scolarité dans l'école et le collège Jeanne d'Arc puis au lycée Charles Gabriel Pravaz au Pont-de-Beauvoisin.
En 2006, elle passe son premier casting pour Demandez la permission aux enfants et obtient le rôle de Rachel. En 2011, elle joue dans le film Tous les soleils de Philippe Claudel,.
En 2018, elle joue le rôle d’Eva, la petite-amie de Dylan dans la série Demain nous appartient. À partir de 2021, elle joue Camille dans Plus belle la vie, qu'elle quitte quelques mois avant la fin de la série,.

## Filmographie

### Cinéma
- 2007 : Demandez la permission aux enfants : Rachel Sebag
- 2011 : Tous les soleils : Irina

### Séries télévisées
- 2007 : Père et Maire : Manon Rousseau
- 2007 : Suspectes : Solenne Devaux
- 2010 : Famille d'accueil : Clara
- 2010 : La Commanderie : Rivka
- 2015 : Joséphine, ange gardien (épisode 74) : Rose
- 2018 : Demain nous appartient : Eva
- 2021 - 2022 : Plus belle la vie : Camille Rimez
- 2023 : Meurtres à Bayeux de Kamir Aînouz : Emilie Colombel